# Освајачи олимпијских медаља у атлетици — бацање копља за жене
Освајачице олимпијских медаља у атлетици за жене у дисциплини бацање копља приказани су у следећој табели, а резултати су приказани у метрима.
Атлетика за жене уведена је у програм Олимпијских игара 1928. у Амстердаму, а бацање копља је на програму од 1932. у Лос Анђелесу и од тада је и стално на програму. Године 1999. старо копље је замењено новим у женској конкуренцији, а на Олимпијским играма 2000. у Сиднеју први пут се бацало новим копљем, па се од тада воде нови олимпијски рекорди.
| Дисциплина                  |                                      | Резултат |                                        | Резултат |                                        | Резултат |
| Лос Анђелес 1932. детаљи    | Бејб Дидриксон САД                   | 43,68 ОР | Елен Браумилер · Немачка               | 43,49    | Тили Флајшер · Немачка                 | 43,00    |
| Берлин 1936. детаљи         | Тили Флајшер Немачка                 | 45,18 ОР | Луизе Кригер Немачка                   | 43,29    | Марија Квасњевска · Пољска             | 41,80    |
| Лондон 1948. детаљи         | Херма Баума · Аустрија               | 45,57 ОР | Каиса Парвијаинен · Финска             | 43,79    | Лили Карлстет · Данска                 | 42,08    |
| Хелсинки 1952. детаљи       | Дана Затопек · Чехословачка          | 50,47 ОР | Александра Чудина · Совјетски Савез    | 50,01    | Јелена Горчакова · Совјетски Савез     | 49,76    |
| Мелбурн 1956. детаљи        | Инесе Јаунземе · Совјетски Савез     | 53,86 ОР | Марлене Аренс · Чиле                   | 50,38    | Надежда Коњајева · Совјетски Савез     | 50,28    |
| Рим 1960.                   | Елвира Озолина · Совјетски Савез     | 55,98 ОР | Дана Затопек · Чехословачка            | 53,78    | Бируте Каледијена · Совјетски Савез    | 52,36    |
| Токио 1964. детаљи          | Михаела Пенеш · Румунија             | 60.54    | Марта Рудас-Антал · Мађарска           | 58,27    | Јелена Горчакова · Совјетски Савез     | 57,06    |
| Мексико Сити 1968. детаљи   | Ангела Немет · Мађарска              | 60,36    | Михаела Пенеш · Румунија               | 59,92    | Ева Јанко · Аустрија                   | 58,04    |
| Минхен 1972. Детаљи         | Рут Фухс · Источна Немачка           | 63,88 ОР | Жаклина Тотен · Источна Немачка        | 62,54    | Кејт Шмит · Сједињене Државе           | 59,94    |
| Монтреал 1976. детаљи       | Рут Фухс · Источна Немачка           | 65,94 ОР | Марион Бекер · Западна Немачка         | 64,70    | Кејт Шмит · Сједињене Државе           | 63,96    |
| Москва 1980. детаљи         | Марија Колон · Куба                  | 68,40 ОР | Саида Гунба · Совјетски Савез          | 67,76    | Уте Хомола · Источна Немачка           | 66,56    |
| Лос Анђелес 1984. детаљи    | Тес Сандерсон · Уједињено Краљевство | 69,56 ОР | Тина Лилак · Финска                    | 69,00    | Фатима Вајтбред · Уједињено Краљевство | 67,14    |
| Сеул 1988. детаљи           | Петра Фелке · Источна Немачка        | 74,68    | Фатима Вајтбред · Уједињено Краљевство | 70,32    | Беате Кох · Источна Немачка            | 67,30    |
| Барселона 1992. детаљи      | Зилке Ренк · Немачка (1992.)         | 68,34    | Наталија Шиколенко ЗНД¹                | 68,26    | Карен Форкел · Немачка (1992.)         | 66,86    |
| Атланта 1996. Детаљи        | Хели Рантанен · Финска               | 67,94    | Луиз Кари · Аустралија                 | 65,54    | Трине Хатестад · Норвешка              | 64,98    |
| Сиднеј 2000. детаљи         | Трине Хатестад · Норвешка            | 68,91 ОР | Мирела Мањани Целили · Грчка           | 67,51    | Ослеидис Менендез · Куба               | 66,18    |
| Атина 2004. детаљи          | Ослеидис Менендез · Куба             | 71,53 ОР | Штефи Неријус · Немачка (2004.)        | 65,82    | Мирела Мањани · Грчка                  | 64,29    |
| Пекинг 2008. детаљи         | Барбара Шпотакова · Чешка            | 71,42 ЕР | Марија Абакумова · Русија              | 70,78    | Кристина Обергфел · Немачка            | 66,13    |
| Лондон 2012. детаљи         | Барбора Шпотакова · Чешка            | 69,55    | Кристина Обергфел · Немачка            | 65,16    | Линда Штал · Немачка                   | 64,91    |
| Рио де Жанеиро 2016. детаљи | Сара Колак · Хрватска                | 66,18    | Сунет Вилјун · Јужноафричка Република  | 64,92    | Барбора Шпотакова · Чешка              | 64,80    |
| Токио 2020. детаљи          | Шијинг Лиу Кина                      | 66,34    | Марија Андрејчик Пољска                | 64,61    | Келси-Ли Барбер Аустралија             | 64,56    |
| Париз 2024. детаљи          | Харука Китагучи Јапан                | 65,80    | Џоан ван Дајк Јужноафричка Република   | 63,93    | Никола Огродникова Чешка               | 63,68    |
| Лос Анђелес 2028.           |                                      |          |                                        |          |                                        |          |

Легенда:
- ¹ Екипа СССР је наступала као Заједница независних држава под олимпијском заставом.
- ² Од 1999. у женској конкуренцији је уведено ново лакше копље, па је та година преломна за евидентирање најбољих резултата (светских и олимпијских рекода) у овој дисциплини.
- ОР= олимпијски рекорд, ЕР=европски рекорд, НР= национални рекорд

## Биланс медаља у бацању копља
(Стање после ЛОИ 2024)
|     | Држава                    | Злато | Сребро | Бронза |    |
| --- | ------------------------- | ----- | ------ | ------ | -- |
| 1.  | Источна Немачка           | 3     | 1      | 2      | 6  |
| 2.  | Немачка                   | 2     | 4      | 4      | 10 |
| 3.  | Совјетски Савез           | 2     | 2      | 4      | 8  |
| 4.  | Куба                      | 2     | 0      | 1      | 3  |
| 4.  | Чешка                     | 2     | 0      | 1      | 3  |
| 6.  | Финска                    | 1     | 2      | 0      | 3  |
| 7.  | Уједињено Краљевство      | 1     | 1      | 1      | 3  |
| 8.  | Мађарска                  | 1     | 1      | 0      | 2  |
| 8.  | Румунија                  | 1     | 1      | 0      | 2  |
| 8.  | Чехословачка              | 1     | 1      | 0      | 2  |
| 11. | Сједињене Америчке Државе | 1     | 0      | 2      | 3  |
| 11. | Аустралија                | 1     | 0      | 2      | 3  |
| 13. | Норвешка                  | 1     | 0      | 1      | 2  |
| 14. | Кина                      | 1     | 0      | 0      | 1  |
| 14. | Јапан                     | 1     | 0      | 0      | 1  |
| 16. | Јужноафричка Република    | 0     | 2      | 0      | 2  |
| 17. | Грчка                     | 0     | 1      | 1      | 2  |
| 17. | Пољска                    | 0     | 1      | 1      | 2  |
| 19. | Аустрија                  | 0     | 1      | 0      | 1  |
| 19. | Русија                    | 0     | 1      | 0      | 1  |
| 19. | Западна Немачка           | 0     | 1      | 0      | 1  |
| 19. | Уједињени тим             | 0     | 1      | 0      | 1  |
| 19. | Чиле                      | 0     | 1      | 0      | 1  |
| 24. | Данска                    | 0     | 0      | 1      | 1  |
|     | Укупно 24 земље           | 21    | 21     | 21     | 63 |